# Leitstellenverbund Rotes Kreuz Oberösterreich
Der Leitstellenverbund des Roten Kreuzes Oberösterreich stellt einen Verbund aller oberösterreichischen Rettungsleitstellen, welche vom Roten Kreuz betrieben werden, dar.

## Organisatorisches
Alle fünf Leitstellen benutzen gemeinsam die Software „ELDIS3“ um miteinander zusammenzuarbeiten und einen gemeinsamen Datenbestand zu führen. Die Standorte der aktuellen Rettungsleitstellen mit den integrierten ehemaligen Bezirksleitstellen: 
| Name                 | Standort         | Eintritt | Ehemalige Leitstellen  |
| -------------------- | ---------------- | -------- | ---------------------- |
| RLS Hausruckviertel  | Wels             | 2013     | Eferding               |
| RLS Hausruckviertel  | Wels             | 2013     | Grieskirchen           |
| RLS Innviertel       | Ried im Innkreis | 2016     |                        |
| RLS Linz-Mühlviertel | Linz             | 2013     | Perg                   |
| RLS Linz-Mühlviertel | Linz             | 2013     | Rohrbach-Berg          |
| RLS Salzkammergut    | Gmunden          | 2017     | Vöcklabruck            |
| RLS Steyr-Kirchdorf  | Steyr            | 2016     | Kirchdorf an der Krems |

Der Verbund besitzt zu der niederösterreichischen Rettungsleitstelle Notruf Niederösterreich, der Leitstelle Graz sowie der integrierten Leitstelle Passau eine gemeinsame Schnittstelle für gebietsübergreifende Einsatzabwicklungen. Die Rettungsleitstellen im Verbund bearbeiten aktuell die Notrufnummer 144, die Bergrettung 140, den hausärztlichen Notdienst 141 und die Gesundheitsnummer 1450; die Krankentransportnummer 14844 wird ebenfalls von den Leitstellen bearbeitet.

## Geschichte
Der Verbund wurde 2011 nach der Anpassung des Einsatzleitsystems gegründet mit dem Ziel, zukünftig nur mehr fünf Leitstellenstandorte zu betreiben. In Oberösterreich wurde der Notruf bis Ende 2017 von insgesamt 13 verschiedenen Leitstellen entgegengenommen. 2018, nach der endgültigen Festlegung sowie Modernisierung – das Rote Kreuz investierte eine Million Euro in das Projekt – der fünf Standorte, begann die Zusammenlegung der Rettungsleitstellen; als erste Leitstelle wurde Vöcklabruck aufgelöst und dessen Einsatzgebiet sowie Zuständigkeiten nach Gmunden verlegt. Daraufhin folgten die Leitstellen Perg sowie Rohrbach-Berg, welche aufgelöst und in die Rettungsleitzentrale Linz integriert wurden. Damit wurde nun das gesamte Mühlviertel von der Landeshauptstadt aus disponiert. Im Dezember 2018 wurde Eferding aufgelöst und in die Leitstelle Hausruckviertel inkludiert; selbiges wurde im November 2019 mit der ehemaligen Bezirksleitstelle Grieskirchen durchgeführt. Im März 2019 wurde die Bezirksleitstelle Kirchdorf an der Krems mit Steyr zusammengelegt.
Aktuell werden die Rettungskräfte in Oberösterreich von fünf miteinander vernetzten Leitstellen bearbeitet, die Standorte der Leitstellen befinden sich in Gmunden („RLS Salzkammergut“), Linz („RLS Linz-Mühlviertel“), Ried im Innkreis („RLS Innviertel“), Steyr („RLS Steyr-Kirchdorf“) sowie Wels („RLS Hausruckviertel“).